# Bobbitt Nemzeti Költészeti Díj
A Bobbitt Nemzeti Költészeti Díj (Rebekah Johnson Bobbitt National Prize for Poetry) egy nemzeti irodalmi díj az Amerikai Egyesült Államokban, melyet kétévente oszt ki a washingtoni Library of Congress (Kongresszusi Könyvtár, egyben az USA nemzeti főkönyvtára) a legkiemelkedőbb verseskötet elismeréseképpen, minden második évben. A részvétel feltétele, hogy az amerikai állampolgársággal rendelkező költő, verseit a díj átadását megelőző két esztendőben írja meg. A győztest egy háromfős döntőbizottság határozza meg, akiket a Librarian of Congress bizottsága választanak ki.
Az irodalmi elismerés 10 000$ pénzdíjjal párosul, melyet a Texas állambeli Mrs. Rebekah Johnson Bobbitt emlékére hoztak létre rokonai. Bobbitt, aki az Egyesült Államok 36. elnökének, Lyndon B. Johnsonnak volt a lánytestvére, még egyetemista korában ismerkedett össze későbbi férjével O. P. Bobbitt-tal a főkönyvtár egyik részlegén.

## Díjazottak
| 2012 – Gerald Stern   | Early Collected Poems: 1965-1992                               |
| 2010 – Lucia Perillo  | Inseminating the Elephant                                      |
| 2008 – Charles Wright | Életművének elismerése – valamint Bob Hicok This Clumsy Living |
| 2006 – W.S. Merwin    | Present Company                                                |
| 2004 – B.H. Fairchild | Early Occult Memory Systems of the Lower Midwest               |
| 2002 – Alice Fulton   | Felt                                                           |
| 2000 – David Ferry    | Of No Country I Know: New and Selected Poems and Translations  |
| 1998 – Frank Bidart   | Desire                                                         |
| 1996 – Kenneth Koch   | One Train                                                      |
| 1994 – A. R. Ammons   | Garbage                                                        |
| 1992 – Louise Glück   | Ararat – valamint Mark Strand The Continuous Life              |
| 1990 – James Merrill  | The Inner Room                                                 |